# Raji: An Ancient Epic
Raji: An Ancient Epic è un videogioco di genere avventura dinamica ambientato nel folclore mitologico indù e balinese, ispirato a testi mitologici indiani come il Mahābhārata e il Rāmāyaṇa. Sviluppato dalla Nodding Heads Games e partito da un progetto Kickstarter, il gioco è uscito il 18 agosto 2020 per Nintendo Switch, e il 15 ottobre dello stesso anno per Microsoft Windows, Linux, PlayStation 4 e Xbox One.
Il gioco ha avuto anche un'edizione Enhanced, annunciata nel marzo 2021 e uscita nell'ultimo quarto dello stesso anno; l'edizione migliorata include un doppiaggio in hindi e miglioramenti a grafica e gameplay.

## Trama
Bramosi di vendicarsi per la disfatta subita mille anni or sono per mano degli dei, i demoni, comandati dal loro grande signore Mahabalasura, li affrontano di nuovo, ma questa volta attaccano il regno degli umani, approfittando della loro indolenza e minacciando così la loro estinzione. Tra i campioni dell'umanità, gli dei scelgono la giovane Raji, il cui fratello minore Golu è stato rapito dai demoni.

## Modalità di gioco
Raji, la protagonista del gioco, è dotata di un notevole arsenale di armi e poteri magici, come la lancia di Trishul o l'arco di Sharanga, usabili contro i numerosi nemici. Oltre a combattere contro gli eserciti dei demoni, il gioco permetterà al giocatore anche di risolvere enigmi, esplorare gli ambienti di gioco, scoprire varie sottotrame che espandono il folklore del gioco, e persino vestire i panni dell'altro fratello, Golu.
Il gioco presenta anche una caratteristica chiamata Favore degli Dei, che permette al giocatore di scegliere il suo dio e personalizzare varie abilità con le loro armi, in maniera completamente libera a seconda dello stile di gioco. Ognuno dei cinque dei presenta un elemento: fuoco, ghiaccio, fulmine, terra e ira.

## Sviluppo
Raji: An Ancient Epic è il primo gioco sviluppato dalla Nodding Heads Games, un team di 13 persone situato a Pune, nel distretto indiano di Maharashtra, e il suo sviluppo è iniziato nel gennaio del 2017 quando il team aveva ancora 6 membri.

## Accoglienza
| Testata                          | Versione | Giudizio |
| -------------------------------- | -------- | -------- |
| Metacritic (media al 30-08-2020) | Switch   | 69/100   |
| everyeye.it                      | Switch   | 5.5/10   |
| Nintendo Life                    | Switch   | [ 14 ]   |

Sul sito web Metacritic, la versione per Nintendo Switch del gioco detiene un punteggio di 69 su 100, in base alle 21 recensioni, per un'accoglienza "mista".
Poco dopo l'uscita del gioco per Microsoft Windows, PS4 e Xbox One il 15 ottobre, il gioco ha ricevuto una certa popolarità tra gli YouTubers indiani come RawKnee, MortaL, S8ul content creators, ShreeMan Legend e tanti altri, più qualche YouTuber occidentali, i quali hanno iniziato a farne dei gameplay nei giorni che sono coincisi con il festival di Navratri, dedicato alla dea indiana Durgā, colei che diede a Raji il potere e la responsabilità di salvare suo fratello Golu e altri bambini dal malvagio demone Mahabalasura. I giocatori ne hanno apprezzato la colonna sonora, perfettamente a tema col gioco, la bellezza dell'ambientazione, e il modo in cui vengono raccontate la trama del gioco e la mitologia del subcontinente indiano, ma ne hanno criticato le meccaniche di gioco un po' scadute e l'epilogo poco soddisfacente. L'opinione unanime è rimasta comunque che Raji: An Ancient Epic è il primo e attualmente unico gioco indiano a essere pubblicato sulle maggiori piattaforme di gioco, ricevendo un'accoglienza positiva dai giocatori.

### Premi
| Premio                  | Data cerimonia   | Categoria                          | Esito           | Nota   |
| ----------------------- | ---------------- | ---------------------------------- | --------------- | ------ |
| The Game Awards 2020    | 10 dicembre 2020 | Miglior Gioco d'Esordio            | Candidato/a     | [ 15 ] |
| MIX Live 2020           | 24 dicembre 2020 | Best of MIX Live                   | Vincitore/trice | [ 16 ] |
| Taipei Game Awards 2021 | 28 gennaio 2021  | Grand Prix                         | Vincitore/trice | [ 17 ] |
| Taipei Game Awards 2021 | 28 gennaio 2021  | Winners Circle                     | Vincitore/trice | [ 17 ] |
| Pégases 2021            | 17 marzo 2021    | Miglior Gioco Indie Internazionale | Candidato/a     | [ 18 ] |
| SXSW 2021               | 20 marzo 2021    | Gioco Indie dell'Anno              | Candidato/a     | [ 19 ] |